# Avenida Barão de Maruim
A Avenida Barão de Maruim é um logradouro de Aracaju, no estado de Sergipe, Brasil. É considerada uma das vias mais movimentadas da capital sergipana.

## Descrição
A Avenida Barão de Maruim fez parte do projeto para a edificação da cidade de Aracaju, feito por Sebastião José Basílio Pirro. O projeto se resumia em um simples plano de alinhamentos de ruas dentro de um quadrado com 1.188 metros que se estendia da antiga embocadura do Rio Aracaju (que não existe mais), até as esquinas das Avenidas Ivo do Prado com a Avenida Barão de Maruim, e desta com a Rua Dom Bosco, antiga São Paulo.

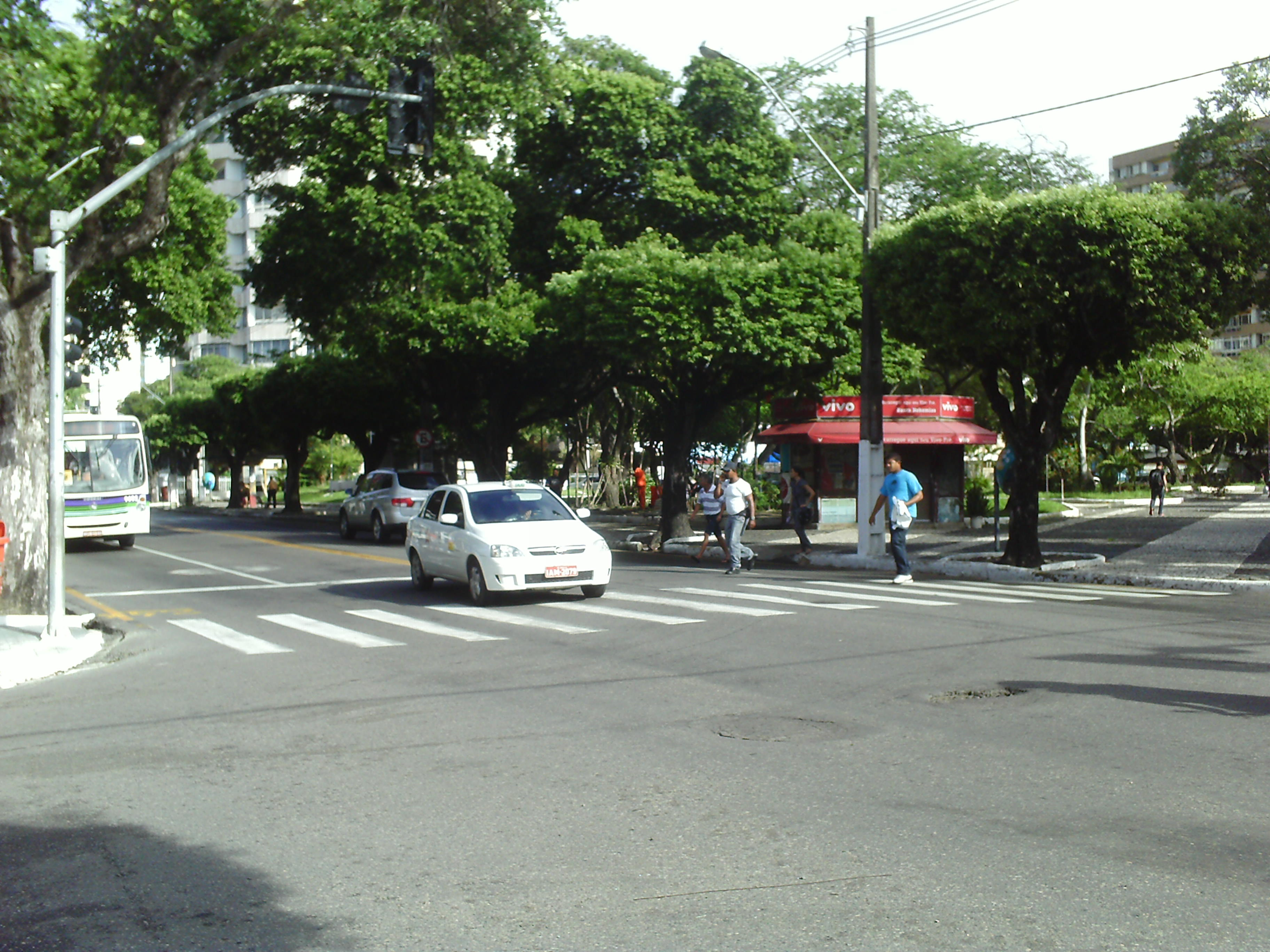
Foto mostrando a Praça Camerino, no início da Avenida Barão de Maruim.

Na Avenida, próxima a Praça Camerino, está localizada a antiga Residência do Dr. Leonardo Gomes de Carvalho Leite, atual sede da Superintendência do Instituto do Patrimônio Histórico e Arquitetônico Nacional (Iphan) em Sergipe. Na Avenida também estava localizada a antiga residência do Dr. Augusto Leite, porém esta foi demolida e em seu local atualmente se encontra uma agência da Caixa Econômica Federal.

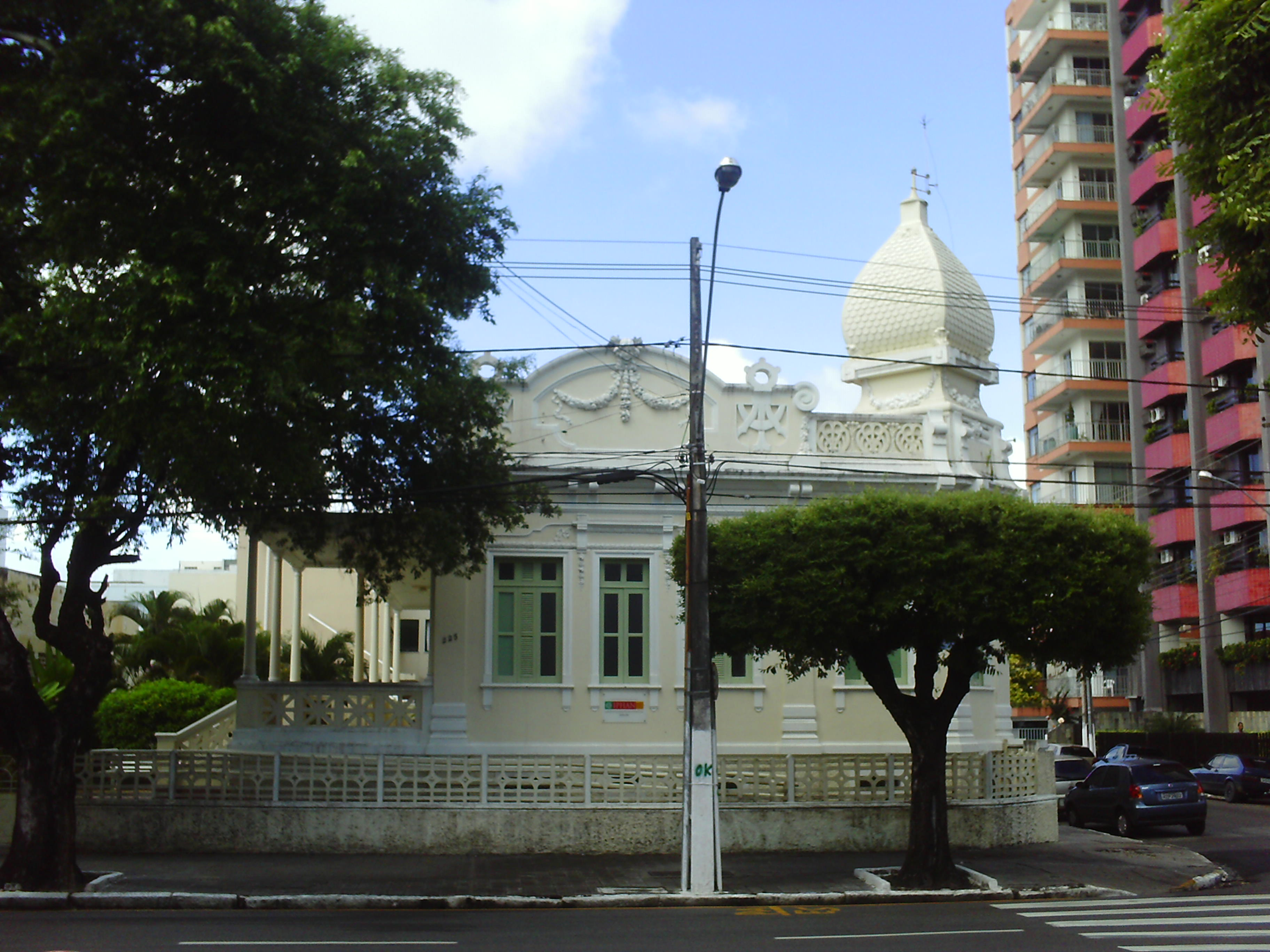
Vista do antigo casarão localizado em frente a Praça Camerino, no trecho entre o cruzamento da Avenida Barão de Maruim com a Rua Dom José Thomaz, onde atualmente está instalada a Superintendência Estadual do Iphan em Sergipe.

Nos dias atuais essa avenida é um importante eixo viário que corta a capital sergipana no sentido leste/oeste, por onde transitam, diariamente, milhares de veículos. Ela passa pelos bairros Centro e São José, possuindo 2 CEPs diferentes. A via é famosa entre os aracajuanos por ser nela que ocorre em Aracaju o tradicional desfile cívico/militar de 7 de Setembro em comemoração à Independência do Brasil.